# Aleksey Nikanchikov

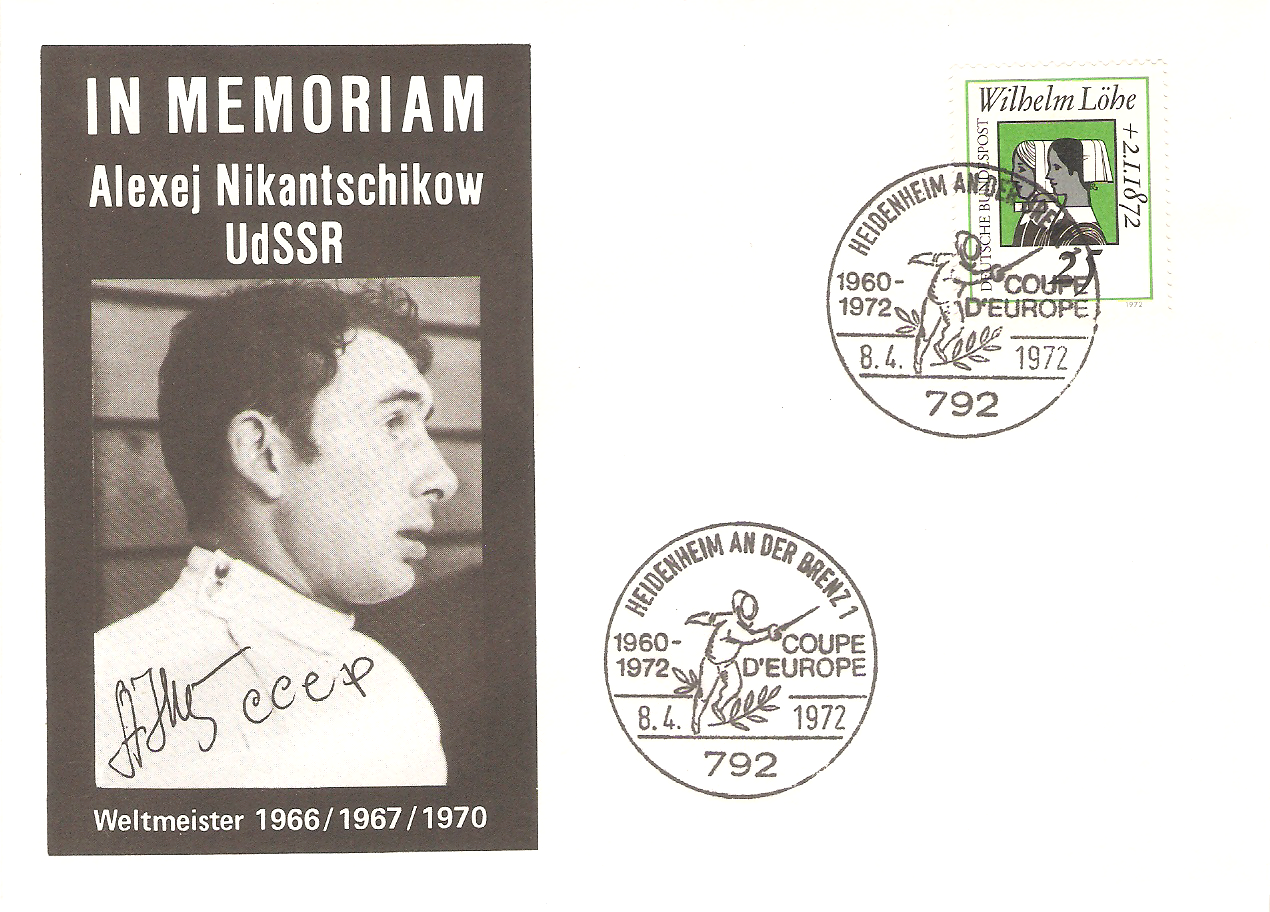
Aleksey Nikanchikov

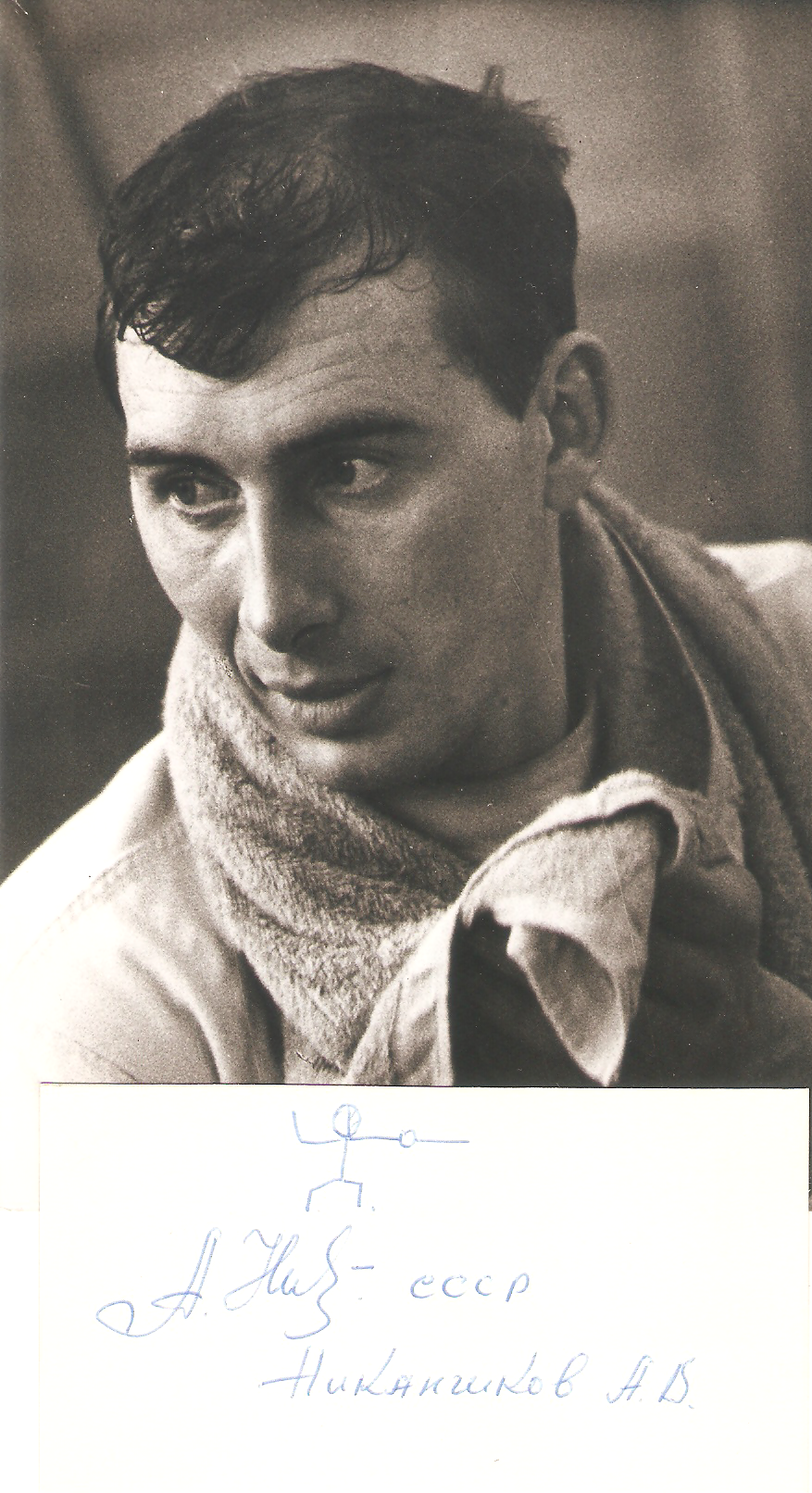
Alexei Nikantchikov

Aleksey Nikanchikov (1940-1972) est un escrimeur soviétique pratiquant l'épée.
Il est trois fois champion du monde individuel à l'épée (1966, 1967 et 1970, 2e en 1969), 2 fois champion du monde par équipe (1967 et 1969, 2e en 1966 et 1971), médaille d'argent par équipe aux Jeux olympiques de Mexico en 1968. Lauréat de la coupe du monde du meilleur épéiste en 1970.

## Palmarès
- Jeux olympiques
  -  Médaille d'argent à l’épée par équipe aux Jeux olympiques de 1968 à Mexico
- Championnats du monde
  -  Médaille d'or à l’épée individuelle aux Championnats du monde d'escrime 1966
  -  Médaille d'or à l’épée individuelle aux Championnats du monde d'escrime 1967
  -  Médaille d'or à l’épée individuelle aux Championnats du monde d'escrime 1970
  -  Médaille d'or à l’épée par équipe aux Championnats du monde d'escrime 1967
  -  Médaille d'or à l’épée par équipe aux Championnats du monde d'escrime 1969
  -  Médaille d'argent à l’épée individuelle aux Championnats du monde d'escrime 1969
  -  Médaille d'argent à l’épée par équipe aux Championnats du monde d'escrime 1966
  -  Médaille d'argent à l’épée par équipe aux Championnats du monde d'escrime 1971
  -  Médaille d'bronze à l’épée par équipe aux Championnats du monde d'escrime 1962
  -  Médaille d'bronze à l’épée par équipe aux Championnats du monde d'escrime 1965